# Вознесенський собор (Новочеркаськ)

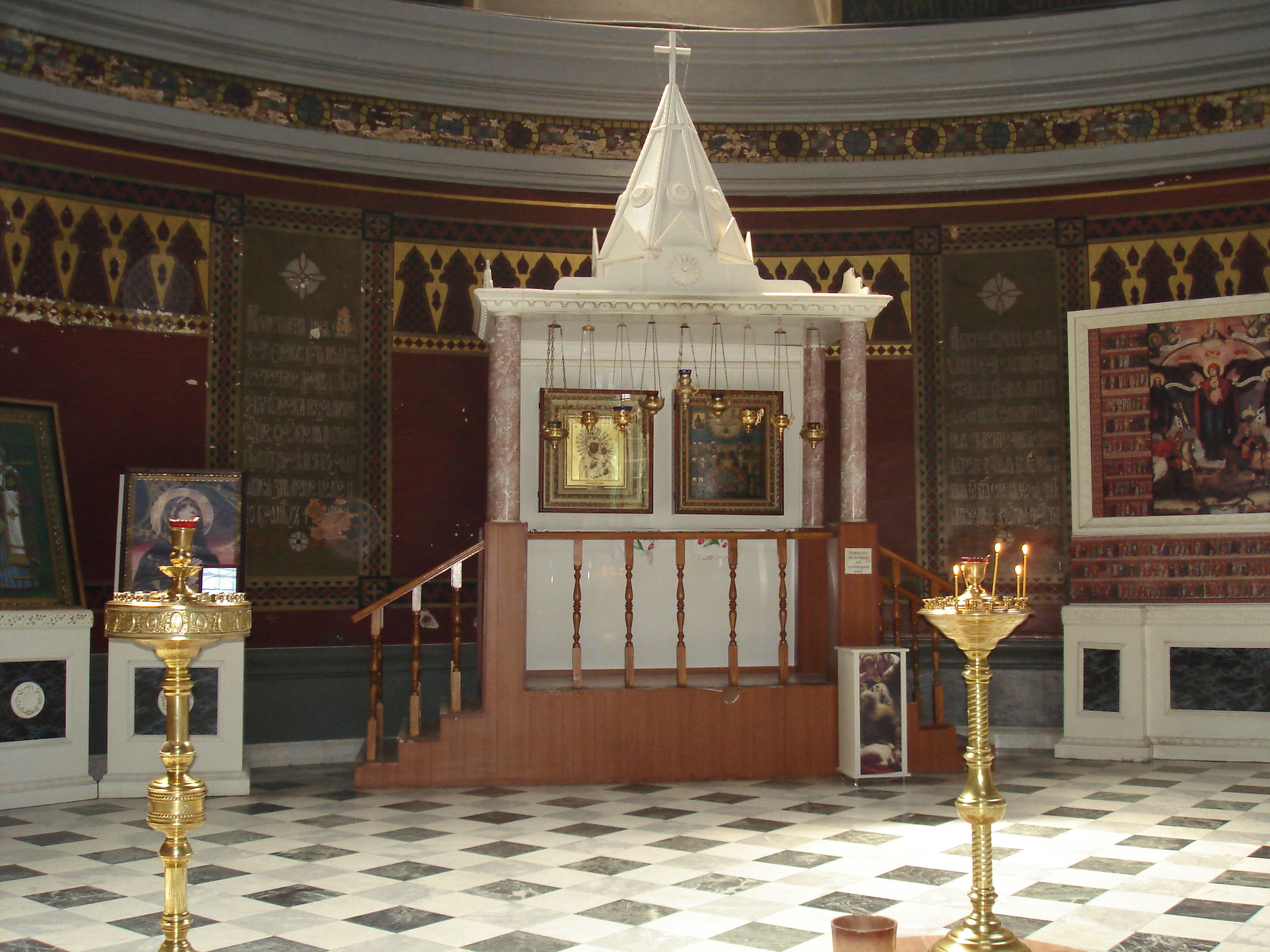
Один з інтер'єрів собору

Вознесенський військової патріарший собор (рос. Вознесенский войсковой патриарший собор) — православний храм в Новочеркаську (Ростовська область, Росія), другий кафедральний собор Ростовської і Новочеркаській єпархії і головний храм Донського козацтва. Патріарший кафедральний собор Патріарха Московського і всієї Русі (з 2014 року).
Тут покояться останки донських отаманів М. І. Платова, В. В. Орлова-Денисова, І. Є. Єфремова, Я. П. Бакланова.

## Історія

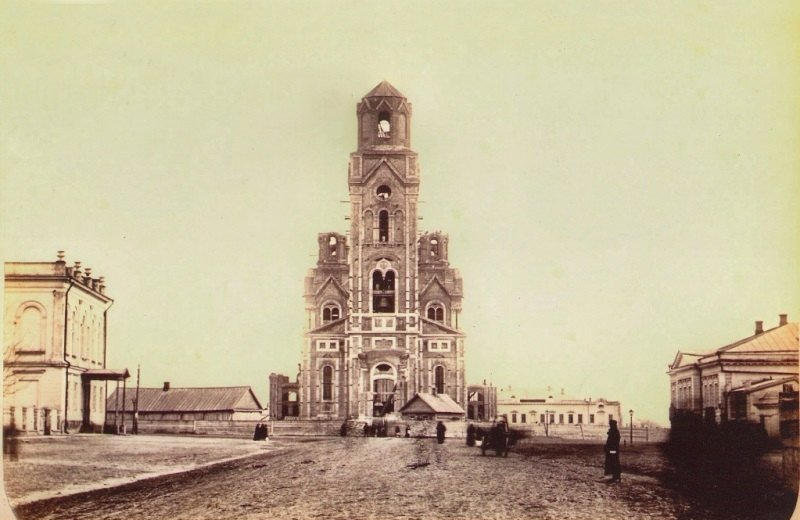
Другий Вознесенський собор незадовго до обвалення

До підстави Новочеркаська головним храмом Донського війська служив Воскресенський військовий собор у Черкасске.
Вознесенський собор був закладений і освячений при заснуванні міста Новочеркаська в 1805 році, у свято Вознесіння. Фактично ж будівництво почалося тільки 1 жовтня 1811 року. Автором проекту був архітектор Алоізій Руска. Перед будівництвом храму були проведені великі землевпорядні роботи по вирівнюванню прилеглої до майбутнього храму проспекту (нині Платовський проспект).
Після того, як в 1818 році брати Рускі покинули Росію, будівництво собору продовжив архітектор Амвросимов. У 1846 році при зведенні головного купола несподівано обрушилася частина храму. Те ж саме відбулося в 1863 році з другим варіантом собору, що будувалися за проектом І. О. Вальпреде.
У 1891 році козаками було прийнято рішення приступити до будівництва третього варіанту собору, проект розробив академік архітектури О. О. Ященко. 24 березня 1891 року проект був височайше затверджений. Будівництво та оформлення храму було повністю завершено до 1904 році, однак будівля в цілому освятили і відкрили тільки 6 травня 1905 року.
Новочеркаський військової Вознесенський кафедральний семиглавий собор був побудований в ново-візантійському стилі. Він піднявся на висоту близько 75 метрів, поступившись за розмірами тільки храму Христа Спасителя і Ісаакіївському собору. За своїми габаритами собор вписується в прямокутник 62х70 метрів, вміщує близько 5 000 парафіян. Розміри храму: довжина від лінії зовнішніх стін — 52 метри, з порталом — 65 метрів, ширина — 36 метрів, з порталами — 62 метри; висота від землі до яблука хреста — 56 метрів, з яблуком і хрестом — 61 метр. На кожному порталі передбачалося розмістити по 6 колон заввишки 13 метрів і діаметром 1,5 метра. 
Витрати на будівництво склали близько 2 мільйонів рублів. На дзвіниці розмістили 9 дзвонів загальною вагою близько 33-х тонн. Дзвони піднімали їх вручну канатами. 
Спочатку всі куполи собору були покриті червоним золотом, а головний інкрустований хрест гірським кришталем. Роботи по золоченню куполів проводила фірма Семена Абросимова з Санкт-Петербурга. Висота центрального купола з хрестом сягає 74,6 метров. На фасаді собору фірма «Альтшвагер» в 1902 році встановила годинник діаметром близько 2-х метрів. Годинниковий механізм був всередині собору. 
В радянський час з куполів було знято позолочене мідне покриття, натомість храм повинні були покрити листами заліза, але довго цього не робили і будівля постійно зазнавало дій природної стихії — заливалося, засипалась снігом, також була виведена з ладу система опалення. У 1903-1923 роках ключарем собору був священномученик Захарія (Лобов). У 1934 році Вознесенський собор був закритий, сама будівля використовувалася як склад.
Собор був знову відкритий в 1942 році, під час німецької окупації. У післявоєнні роки в підвальних приміщеннях перебував продуктовий склад, а нагорі йшли церковні служби.
З 1986 року по 1994 рік в Новочеркаському Вознесенському кафедральному соборі служив архімандрит Модест (Потапов). А в 1989 році був призначений настоятелем Новочеркаського Вознесенського кафедрального собору.
У 2001 році почалися масштабні реставраційні роботи. У 2005 році, до 200-річчя Новочеркаська і 100-річчю відкриття собору реставрація фасаду будівлі була успішно завершена. Обладнана система підсвічування і проєкцій біблійних сюжетів на фасад.
У 2010-2011 роках куполи були знову вкриті золотими листами, а хрест вставлений камінь з гірського кришталю.
У 2014 році Указом Святішого Патріарха Московського і всієї Русі Кирила до дня Святої Пасхи 2014 року храму Вознесіння Господнього засвоєний статус Патріаршого Вознесенського військового всеказачьего собору. Новочеркаський собор став другим Патріаршим собором в Росії. До цього єдиним Патріаршим собором був Успенський собор Московського Кремля.

## Галерея

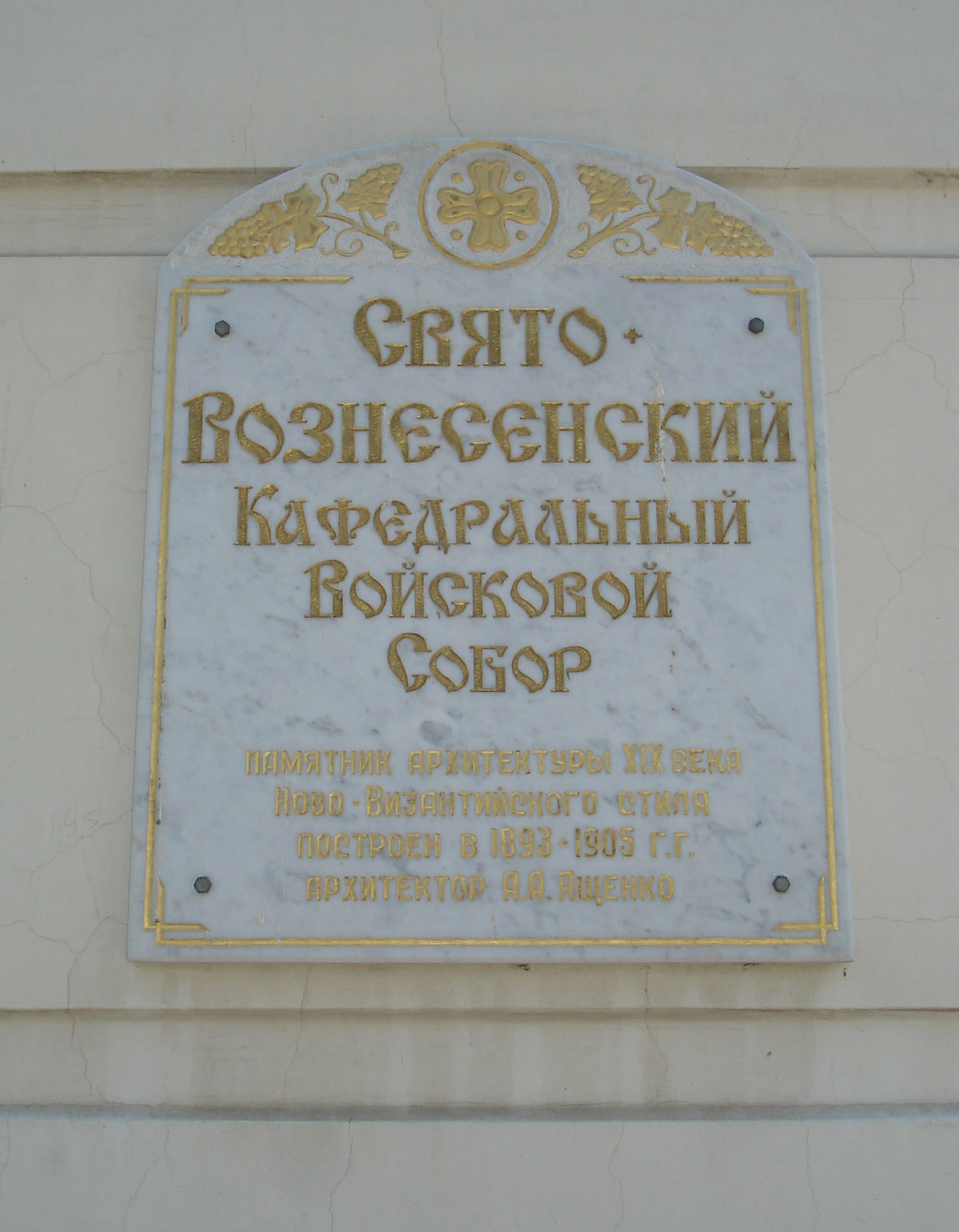
Меморіальна дошка на стіні Новочеркаського собору (2013)
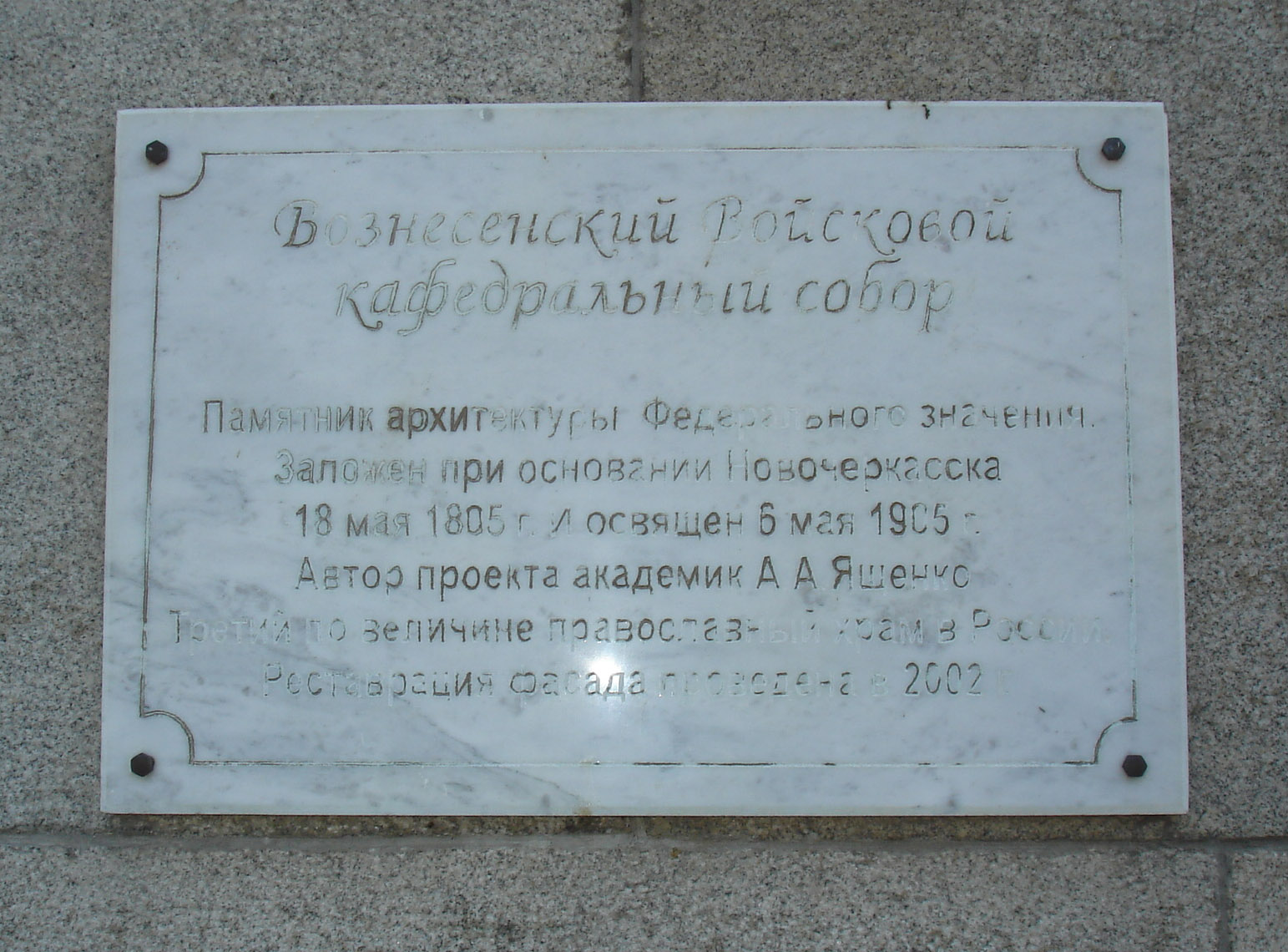
Меморіальна дошка на стіні собору Новочеркаського собору
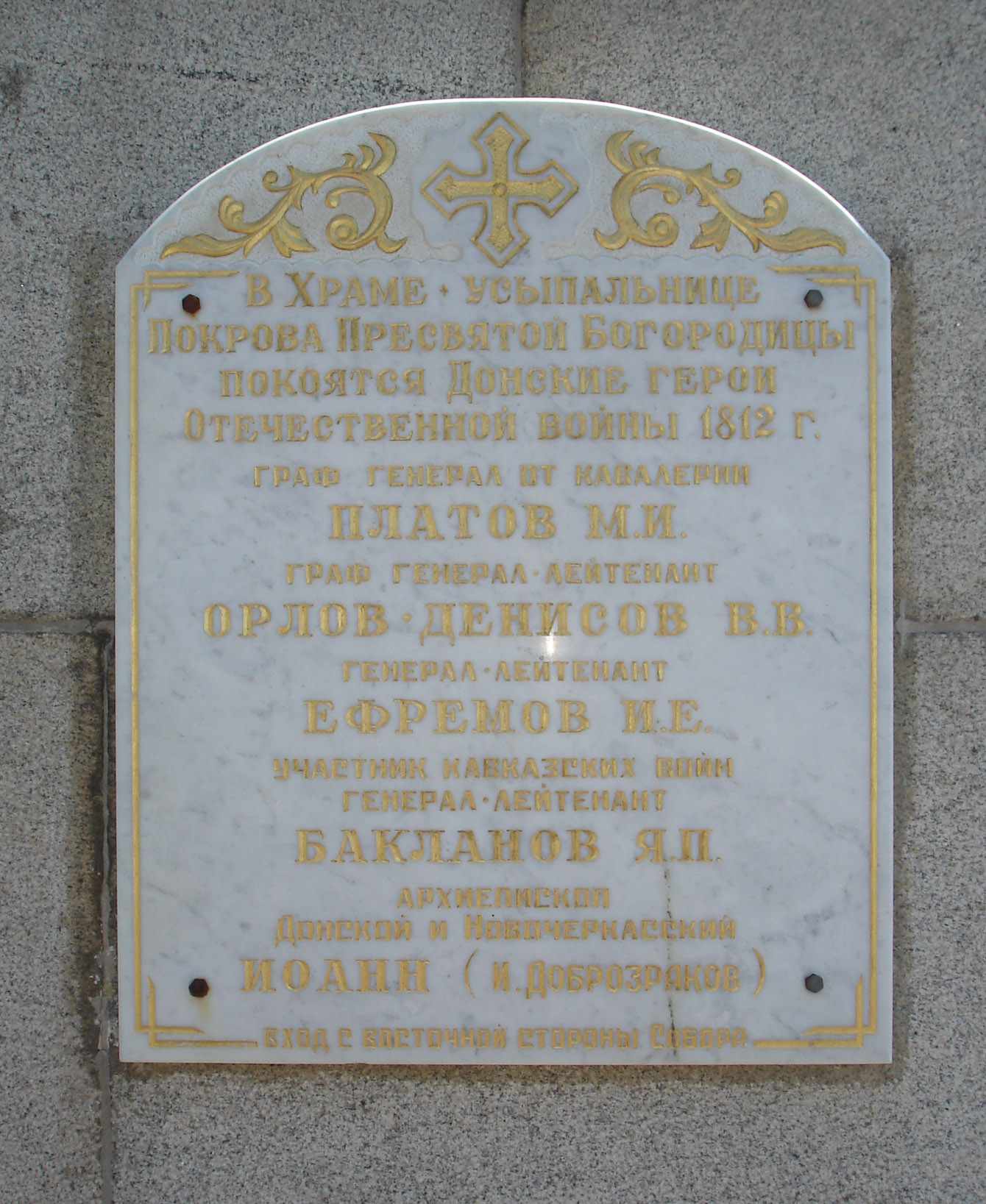
Меморіальна дошка на стіні собору Новочеркаського собору
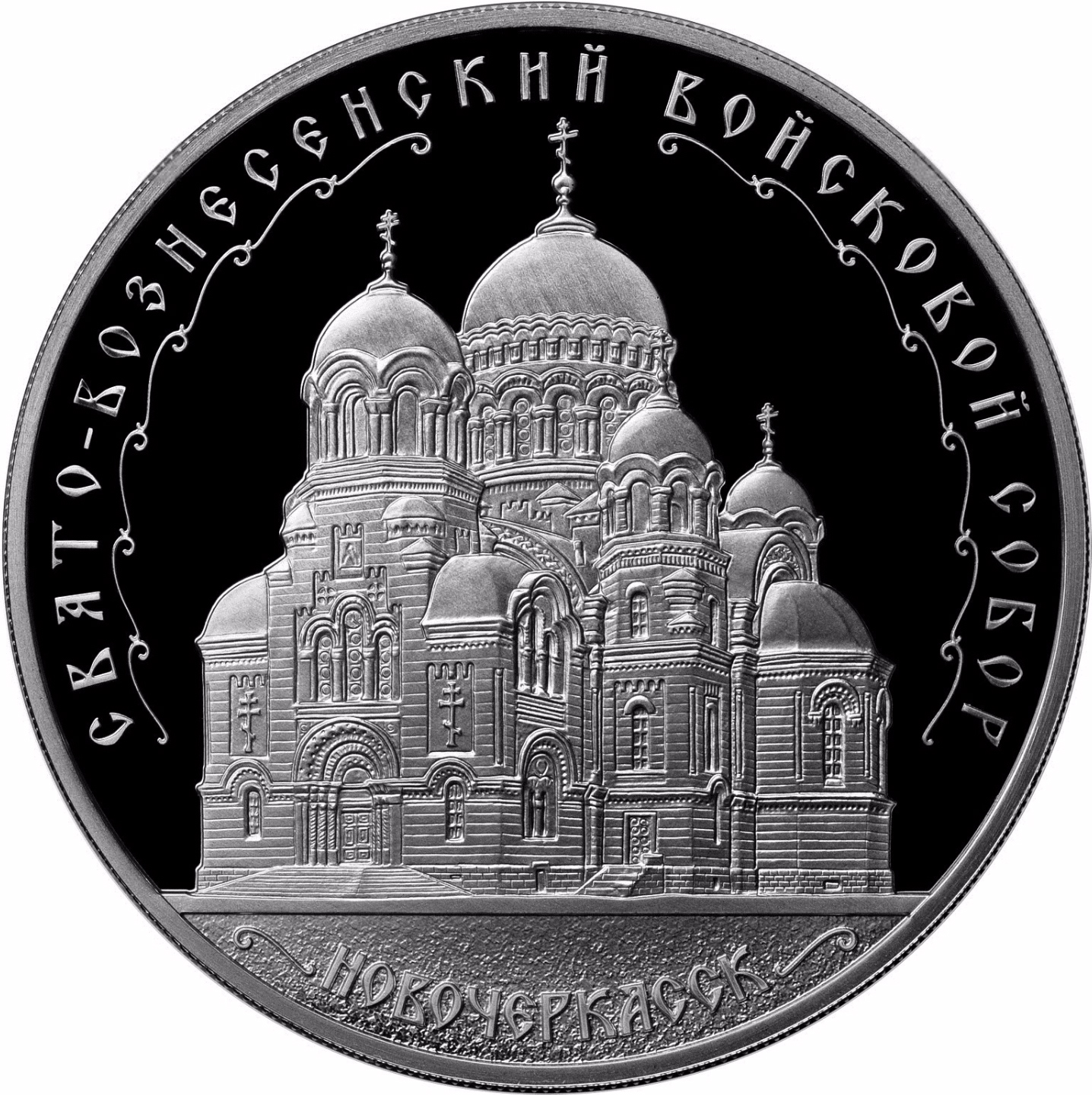
Пам'ятна монета Банку Росії (2015)

## Технології
Для будівництва такого великого споруди, як Вознесенський собор, в місті було збудовано цегельний завод, який виробляв близько двох мільйонів штук цегли в рік. Для забезпечення будівництва водою побудували водопровід, по ньому вода на будівництво надходила з річки, працювала своя електростанція, для випробування матеріалів обладнали спеціальну лабораторію. Для збільшення міцності конструкції використовувався залізобетон. Вимоги до механічної міцності цегли становили опору до руйнування не менше 40 пудів на 1 кв. дюйм (сучасна аналогія — марка цегли М-125). Опір пісковика — 160 пудів на 1 кв. дюйм. Цемент привозився з Одеси, Новоросійська, Москви, Керчі та ін.
Колони храму виготовлялися з Калітвенського каменю, дрібнозернистого пісковику біло-рожевого кольору з червоними прожилками. Підлога в храмі були викладені з мармурових плит. Білий мармур для підлог і ступенів поставлявся з Італії, рожевий мармур для колон постачали з Франції. Для обробки мармуру на соборній площі працювали мармурові майстерні. Всього в храмі було укладено 5600 мармурових плит сірого, білого, рожевого і зеленого кольорів.
У підвальних приміщеннях будівлі розташовувалися нагрівальні печі, які працюють взимку по системі Амосова. Глибина підвалів становила близько 15 метрів.

## Святині
- У храмі знаходяться ікони Божої Матері: «Донська, «Аксайська», «Живоносне джерело» та «Стягнення загиблих».
- Усипальниця з мощами святителя Іоанна (Доброзракова).

У соборі поховані останки героїв Франко-російської війни 1812 року — отаман Донського козачого війська (з 1801), генерал від кавалерії (1809) граф М. І. Платов, граф, генерал-лейтенант В. В. Орлов-Денисов, генерал-лейтенант В. Є. Єфремов; учасник кавказьких воєн, генерал-лейтенант Я. П. Бакланів.

## См. також
- Тимчасовий дерев'яний Вознесенський кафедральний собор